# دسکره
در کنار شهرهای نامی و آباد و به ویژه پایتخت‌ها کاروانسراهای بزرگ و زیبا و با شکوهی دیده می‌شود که بیشتر آن‌ها، مهمانخانه بوده‌است. از جمله مهمانخانه بزرگ شاه عباسی در کاشان و کاروانسرای مادر شاه (جای مهمانسرای شاه عباسی) اصفهان و کاروانسرای وزیر در قزوین است که تا صد سال پیش دایر بوده و فلاندن و کست معمار و نقاش فرانسوی از آن‌ها سخن رانده‌اند.
بیرون شهرهای آباد و بزرگ پیش از اسلام و آغاز اسلام دسکره‌هایی وجود داشته که پادشاهان و امیران به همین منظور و گاهی هم برای خوشگذرانی و گذراندن اوقات فراغت و شکار خود می‌ساختند. چند دستگاه از این کوشک‌ها تاکنون بر جای مانده ولی مورد استفاده آن تغییر کرده مثلاً دسکره‌های جبلیه کرمان (گنبد گبران) و هارونیه طوس (که می‌گویند مزار امام محمد غزالی است) و همچنین خواجه ربیع مشهد، و زنگیان یزد بعدها تبدیل به آرامگاه و مصلی شده یا به علت خشک شدن باغ و پردیس که معمولاً در پیرامون آن‌ها بوده، متروک مانده و روبه ویرانی رفته است.
در کنار خانقاه‌ها و پیوسته بدان‌ها علاوه بر مسجد بناهایی بنام دارالسیادة-دارالعربا-دارالضیافة و غیره وجود داشته که بیشتر مسافران و رهگذران غریب و درویش که راه بجایی نداشتند در این‌گونه اماکن مسکن می‌گزیده‌اند و پذیرایی می‌شدند. ساباط‌های خانقاه میرشمس الدین یزد (میرشمس الدین محمد میر رکن الدین حسینی یزدی وزیر ابوسعید بوده‌است)، مجموعهٔ بسیار جالب و خوش طرح بندرآباد یزد، مسجد و خانقاه شیخ صفی الدین اردبیلی، مجموعهٔ با ارزش افوشته نطنز، خانقاه مولانا زین‌الدین ابابکر تایبادی، خانقاه پیر بسطام، مزار شیخ جامی، مزار و خانقاه قطب الدین حیدر ، مزار و خانقاه شاه نعمت‌الله ولی در ماهان و خانقاه فرزندش شاه خلیل‌الله در تفت و صدها خانقاه دیگر که در گوشه و کنار ایران تا هزاره نخستین اسلام بر پای بوده‌اند؛ نمونه‌هایی از مهماخانه‌های رایگان هستند.
در وقف‌نامه‌های کهن و در میان برگ‌های تاریخ و دیوان‌های خراب بسیار دیده می‌شود که درآمد فلان آبادی وقف بر آینده و رونده ابناء و غریبان است حتی برای درمان مسافران بیمار و گذران آنان تا بهبود کامل موقوفانی برقرار می‌شده و کرایه و هزینه سفر درماندگان نیز تا رسیدن به شهر و دیار تأمین بوده‌است.